# Harmat (keresztnév)
A Harmat magyar eredetű női név a harmat szóból.

## Rokon nevek
- Harmatka:[1] újabb névadás a harmat szóból, a -ka kicsinyítőképzővel.[2]

## Névnapok
Harmat, Harmatka
- augusztus 3.[2]
- december 18.[2]